# El Grillo
El Grillo è una frottola di Josquin Desprez composta attorno ai primi anni del Cinqucento.

## Origine
La canzone è stata pubblicata per la prima volta tra il 1504 ed il 1505 a Venezia dal noto editore Petrucci che la inserì in Frottole Libro Tertio, una raccolta di musica a matrice popolare e profana. Questa prima versione è firmata da "Iosquin D'Ascanio" o "Josquin Dascanio", nome successivamente attribuito a Josquin Desprez. 
La composizione fa riferimento al periodo in cui Josquin visse a Milano, presso la corte degli Sforza per i quali aveva prestato servizio dal 1483-84 al 1489.
L'ipotesi che il brano sia un semplice tributo o, più probabilmente, una parodia di uno dei cantori allora presenti a corte, chiamato Carlo Grillo, è negata da Grantley McDonald.

## Analisi
Il brano appartiene al repertorio profano a 4 voci (SATB) ed è scritto utilizzando una prospettiva in terza persona. La sezione di apertura riguarda il lungo canto del grillo, mentre la seconda mette a confronto grilli e uccelli canori. La canzone conclude suggerendo che i grilli possono essere cantanti migliori degli uccelli canori, in particolare perché cantano tutto il tempo, pioggia o sole.

## Melodia e testo
Si riportano di seguito la melodia e il testo.
Che tiene longo verso.

Dale beve, grillo, canta!

El grillo è buon cantore.

Ma non fa come gli altri uccelli;

Come li han cantato un poco,

Van' de fatto in altro loco:

Sempre el grillo sta pur saldo.

Quando la maggior el caldo,

Alhor canta sol per amore.»